# Dan Severn
Daniel DeWayne Severn (ur. 8 czerwca 1958) – amerykański zawodnik mieszanych sztuk walki (MMA), zapaśnik i wrestler (występy m.in. w WWE i TNA). Był zawodnikiem wielu organizacji MMA, między innymi King of the Cage, Pride Fighting Championships, Cage Rage, WEC, RINGS oraz UFC. Jest byłym mistrzem oraz członkiem Galerii Sław tej ostatniej.

## Kariera amatorska
Złoty medalista mistrzostw panamerykańskich w 1986 i pierwsze miejsce w Pucharze Świata w 1986. Szósty na mistrzostwach świata w 1985. Mistrz świata juniorów z 1977 roku.

## MMA

### Ultimate Fighting Championship
W 1994 roku Severn zadebiutował w UFC. Podczas turnieju UFC 4, dominując wyraźnie nad rywalami umiejętnościami zapaśniczymi, doszedł do finału, w którym przegrał jednak przez poddanie z tryumfatorem dwóch poprzednich edycji, Roycem Graciem. Niecałe pół roku później zwyciężył w turnieju UFC 5, dzięki czemu podczas UFC 6 zmierzył się z Kenem Shamrockiem o tytuł "UFC Superfight Championship". Przegrał przez szybkie poddanie na skutek duszenia. W grudniu 1995 roku tryumfował w turnieju Ultimate Ultimate 95, pokonując w finale Olega Taktarowa, a następnie, w maju 1996 roku zwyciężył po 30-minutowej walce z Kenem Shamrockiem, odbierając mu "UFC Superfight Championship".
Po rocznej przerwie powrócił do organizacji, gdy 7 lutego 1997 roku (UFC 12) zmierzył się z Markiem Colemanem o pierwsze w historii mistrzostwo UFC w wadze ciężkiej. Przegrał przez duszenie w 1. rundzie. Była to jego ostatni pojedynek w UFC aż do 2000 roku, gdy powrócił na jedną walkę z Pedro Rizzo, którą przegrał przez TKO.
Walczył następnie dla wielu innych organizacji (głównie lokalnych) na terenie całego USA. 16 kwietnia 2011 roku blisko 53-letni Severn wygrał swoją setną zawodową walkę MMA, pokonując na gali KOTC: Texas Aarona Garcię.
W 1999 roku założył własną organizację MMA o nazwie Danger Zone, której celem było trenowanie i promowanie amatorów na przyszłe gwiazdy MMA. Był trenerem wielu późniejszych czołowych zawodników, m.in. mistrzów UFC Quintona Jacksona, Rashada Evansa oraz Sheana Sherka.
3 stycznia 2013 w wieku 54 lat zakończył znakomitą karierę zawodnika MMA.

## Życie prywatne
Severn ma syna Davida, który jest dwukrotnym mistrzem Bronson High School w zapasach.

## Promotor
Od 1999 organizuje gale Danger Zone, mające na celu promowanie młodych i zaczynających swoje kariery zawodników. Przez wiele lat osobiście występował na galach promując swoją osobą organizację. Wielu znanych zawodników zaczynało kariery właśnie w Danger Zone m.in. Chael Sonnen, Ben Rothwell czy Rashad Evans.

## Tytuły i osiągnięcia[2]
Mieszane sztuki walki:
- 1994: UFC 4 - 2. miejsce
- 1995: UFC 5 - 1. miejsce
- 1995: Ultimate Ultimate 1995 - 1. miejsce
- 1996–1997: mistrz UFC Superfight (bez limitu)
- 2000: mistrz CFA w wadze superciężkiej (jedna obrona)
- 2000: mistrz WEF w wadze superciężkiej
- 2001: mistrz GSE w wadze ciężkiej
- 2005: Członek Galerii Sław UFC
- 2011: mistrz Elite-1 MMA w wadze ciężkiej

Zapasy:
- 1977: Mistrzostwa Świata w zapasach juniorów - 1. miejsce w kat. 90 kg, st. wolny
- 1982-1994: Amateur Athletic Union (AAU) – 13-krotny zwycięzca mistrzostw
- 1985: Puchar Kanady - 1. miejsce
- 1985: World Super Championship - 2. miejsce w kat. 100 kg, st. wolny
- 1986: Mistrzostwa Panamerykańskie w zapasach - 1. miejsce w kat. 100 kg, st. wolny
- 1986: Puchar Świata w zapasach - 1. miejsce w kat. 100 kg, st. wolny

Wrestling:
- ATCW Heavyweight Championship (1 raz)
- GAME Heavyweight Championship (2 razy)
- GWA Heavyweight Championship (3 razy)
- NCW Heavyweight Championship (1 raz)
- NWA World Heavyweight Champion (2 razy)
- NWA United Kingdom Heavyweight Championship (1 raz)
- 1995: PWI umieściło go na 35. miejscu z 500 najlepszych wrestlerów w 1995 roku